# Eurotocus australis
Eurotocus australis är en tvåvingeart som beskrevs av Steyskal 1978. Eurotocus australis ingår i släktet Eurotocus och familjen Helosciomyzidae. Inga underarter finns listade i Catalogue of Life.